# Campeonato Panamericano de Béisbol Sub-14 de 2008
El Campeonato Panamericano de Béisbol Sub-14 de 2008 con categoría Juvenil A, se disputó en Carabobo y Aragua, Venezuela del 18 al 25 de octubre de 2008. El oro se lo llevó Venezuela por segunda vez.

## Equipos participantes
- Brasil
- Colombia
- Ecuador
- Panamá
- Venezuela

## Resultados
| Posición | Selección |
| -------- | --------- |
|          | Venezuela |
|          | Panamá    |
|          | Brasil    |
| 4°       | Ecuador   |
| 5°       | Colombia  |